# Édouard Alphonse James de Rothschild
Pour les autres membres de la famille, voir Famille Rothschild.
Le baron Édouard de Rothschild (24 février 1868 à Paris - 30 juin 1949 à Paris) est un banquier français.

## Biographie

Blason de la famille Rothschild

Fils d'Alphonse de Rothschild et de Leonora de Rothschild, Édouard de Rothschild épouse à Paris, en 1905, Germaine Halphen (1884–1975), fille de l'ingénieur et banquier Émile Halphen et de Louise Fould, et nièce du compositeur Fernand Halphen. Ils sont les parents de quatre enfants :
- Édouard Alphonse Émile Lionel de Rothschild (1906–1911). Il est mort d'une appendicite après une opération d'urgence au Chateau de Ferrières[2],[3].
- Guy de Rothschild (1909–2007), marié à Alix Schey de Koromla, puis à Marie-Hélène van Zuylen van Nyevelt van de Haar
- Jacqueline de Rothschild (1911–2012), mariée à Robert Calmann-Lévy, puis à Gregor Piatigorsky[4]
- Bethsabée de Rothschild (1914–1999), mariée à Donald Bloomingdale

Il avait rencontré à l'âge de 17 ans dans un music-hall parisien, Blanche de Varennes (alias Jeanne Sherder), qui lui fut fidèle jusqu'à sa mort tragique en 1898.
En mars 1939, Germaine de Rothschild convertit une ancienne maison près du château de Ferrières en auberge pour quelque 150 des juifs jugés « indésirables » par les nazis en Allemagne et en Autriche annexée réfugiés en France, la plupart avec à peine plus qu’une valise de vêtements. Au début de la Seconde Guerre mondiale, Édouard de Rothschild et sa famille choisissent de fuir le pays. En 1939, Guy, le fils d'Édouard, rejoint l'armée française et sa fille Jacqueline s’échappe avec son mari Gregor Piatigorsky aux États-Unis. Avant de partir, Édouard de Rothschild tente de cacher au maximum sa précieuse collection d'art, sur le terrain de la ferme du haras de Meautry à Touques (Calvados) et dans son château de Reux (Calvados). Les nazis confisquent sa collection.
Avec sa femme et sa deuxième fille Bethsabée, il quitte la France en toute sécurité et ils se rendent à Lisbonne, au Portugal, d’où ils peuvent se rendre en avion à New York. À la Libération, Édouard de Rothschild et sa femme rentrent en France. À sa mort, son fils Guy reprend la direction de la banque familiale.
En plus de son château de Ferrières, il résidait au 2, rue Saint-Florentin à Paris, en plus d'avoir une maison à Cannes.
Il est enterré au cimetière du Père-Lachaise (division 7), à Paris.
Tombeau des Rothschild au Père-Lachaise.

### Carrière
Ayant fait ses débuts en tant que banquier en 1891, Édouard de Rothschild succède à son père au décès de celui-ci à la direction de la banque Rothschild. Il lui succède également comme régent de la Banque de France de 1906 à 1936.
Il devient président de la Compagnie des chemins de fer du Nord en 1905, dont il est administrateur et membre du comité de direction depuis 1896. Il prend la présidence du comité de direction des Grands réseaux des chemins de fer.
Il hérite d'une part du vignoble du Château Lafite Rothschild et de la collection d'art de son père qu'il a élargie grâce à un certain nombre d'achats importants. Sa grande collection comprenait des pièces par les sculpteurs de renom comme Jean-Louis Lemoyne et des peintures par Vigée-Lebrun et par Rembrandt. Édouard devient également propriétaire du château de Reux.
Il est président du Consistoire central israélite de France de 1911 à 1940.
Il est fait commandeur de la Légion d'honneur en 1930.

### Association pour le rétablissement des institutions et œuvres israélites en France (ARIF)
Le 6 décembre 1941 a lieu à son  domicile à New York la réunion pour venir en aide au Judaïsme français. C'est le début de l''Association pour le rétablissement des institutions et œuvres israélites en France (ARIF).

### Hippisme

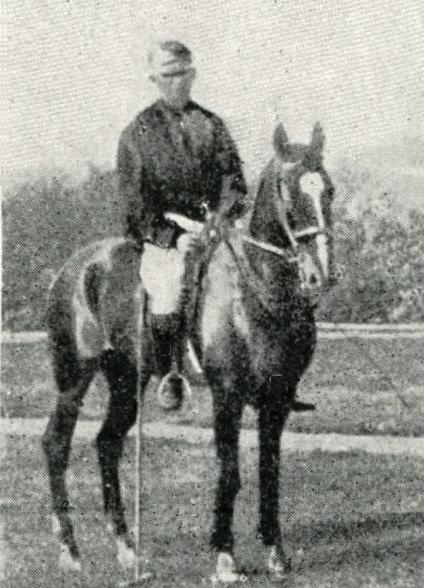
Edouard de Rothschild, médaillé de bronze au Polo lors des JO de 1900, avec le team du Bagatelle Polo Club de Paris.

Comme son père, Édouard de Rothschild a investi dans les courses de chevaux pur-sang ; il avait hérité du Haras de Méautry. Il était un bon joueur de polo et membre d'une équipe qui a participé aux Jeux olympiques d'été de 1900 et qui y gagna une médaille de bronze .

### Victoires majeures en hippisme
- Prix de l'Arc de Triomphe - (2) - Brantôme (1934), Éclair au Chocolat (1938)
- Critérium de Saint-Cloud - (3) - Rocking Chair (1921), Tonnelle (1936) Tricaméron (1938)
- Critérium International - (4) - Flamant (1926), Godiche (1929), Brantôme (1933) Téléférique (1936)
- Grand Prix de Paris - (2) - Sans Souci II (1907) Crudité (1935)
- Grand Prix de Saint-Cloud - (4) - Prédicateur (1913), Cadum (1925), Bubbles (1929) Genièvre (1939)
- Poule d'Essai des Poulains - (2) Mont Blanc (1922) Brantôme (1934)
- Poule d'Essai des Pouliches - (4) - Flowershop (1920), Nephthys (1921), La Dame de Trèfle (1925) Ligne de Fond (1932)
- Prix de Diane - (5) - Quenouille (1919), Flowershop (1920), Perruche Bleue (1932), Vendange (1933) Péniche (1935)
- Prix du Cadran - (5) - Prédicateur (1913), Cadum (1925), Cacao (1929), Brantôme (1935) Chaudière (1936)
- Prix Jacques Le Marois - (3) - Ivain (1924), Vitamine (1927) Aromate (1935)
- Prix Morny - (2) - Justitia (1898) Brantôme (1933)
- Prix Lupin - (7) - Sans Souci (1907), Floraison (1912), Le Farina (1914), Bubbles (1928), Brantome (1934), Aromate (1935), Bacchus (1939)
- Prix Royal-Oak - (5) - Stéarine (1919), Cacao (1928), Brantôme (1934), Bokbul (1935), Éclair au Chocolat (1938)
- Prix Vermeille - (2) - Stearine (1919) Tonnelle (1937)

## Hommages
L'île Rothschild, en Antarctique, a été baptisée par le commandant Jean-Baptiste Charcot en son honneur.